# سام وانامیکر
سام وانامیکر (انگلیسی: Sam Wanamaker؛ ‏ ۱۴ ژوئن ۱۹۱۹ – ۱۸ دسامبر ۱۹۹۳) یک هنرپیشه، بازیگر سینما، و کارگردان اهل ایالات متحده آمریکا بود. وی بین سال‌های ۱۹۴۸ تا ۱۹۹۳ میلادی فعالیت می‌کرد.
از فیلم‌ها یا برنامه‌های تلویزیونی که وی در آن نقش داشته‌است، می‌توان به انتقام منصفانه، تاراس بولبا، سوپرمن ۴: در جستجوی صلح، در مظان جرم، پلکان مارپیچ، سفر نفرین‌شده و مسیر خطر اشاره کرد.